# Антисемитизм (термин)
Термин «Антисемити́зм» (нем. Antisemitismus) появился в Германии в 1860 году и с тех пор означает нетерпимость и предубеждение к евреям.
Объясняется расистскими представлениями о биологической несовместимости европейцев, фигурировавших у первых идеологов расового антисемитизма как «германская» или «арийская раса», и евреев как представителей «семитской расы». При этом термина «семитизм» в современном языке не существует, хотя это слово использовалось в XVIII—XIX веках.
Применимость термина «антисемитизм» к древней истории является предметом дискуссии в научной среде. Также проблемой применимости является различение антисемитизма и антисионизма. В отношении религиозных предубеждений иногда используется термин «антииудаизм». В качестве синонима также используется термин «юдофобия», хотя учёные отрицают его полную синонимичность с антисемитизмом.

## Происхождение

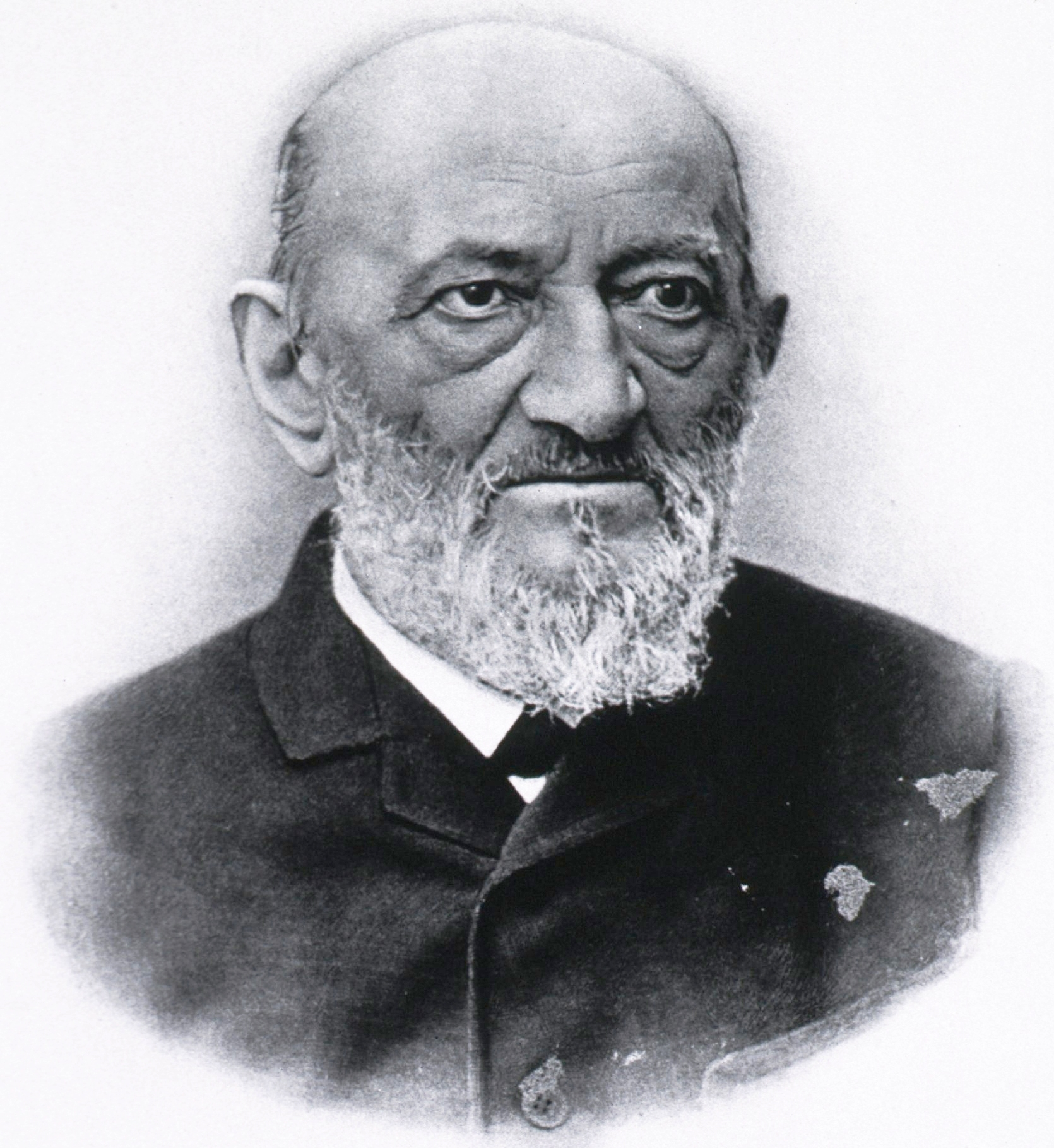
Мориц Штайншнайдер впервые использовал термин «антисемитизм»

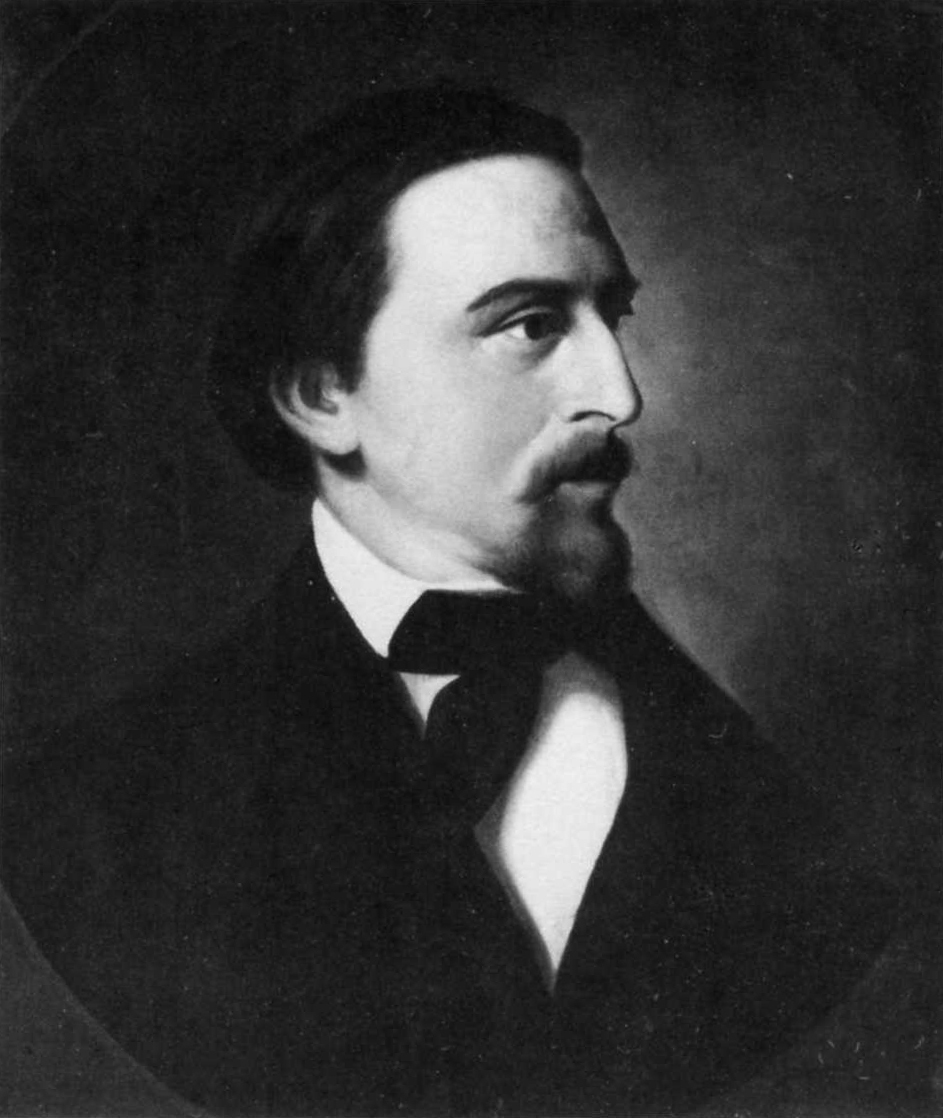
Вильгельм Марр сделал термин «антисемитизм» популярным

Термин появился во второй половине XIX веке в немецкой политической культуре. Происхождение его было связано с языком иврит, который относится к группе семитских языков. Отсюда «евреи» = «семиты», а ненависть к ним — «антисемитизм».
Впервые его использовал в 1860 году еврейский учёный Мориц Штейншнейдер для описания взглядов Эрнеста Ренана. Штайншнайдер обвинил Ренана в том, что он использует эвфемизм «семитизм» чтобы замаскировать свою враждебность к евреям. В 1865 году слово появилось в энциклопедии Rotteck-Welckersches Staatslexikon под редакцией Карла фон Роттека. Термин «семитизм», который приписывали ещё немецкому историку XVIII века Августу Людвигу Шлёцеру, без особых трудностей превратился в «антисемитизм».
Но настоящую популярность термин «антисемитизм» получил после того, как немецкий публицист Вильгельм Марр, вдохновленный успехом своего памфлета «Победа иудейства над германством, рассматриваемая с нерелигиозных позиций», в 1879 году организовал встречу для приверженцев «Антисемитской лиги». С тех пор авторство термина часто ошибочно приписывают Марру. Использование нового термина, по мнению историка Моше Циммермана, отличало новую организацию от «Христианской социалистической партии» придворного проповедника Адольфа Штёккера. Кроме того, слово «антисемитский» казалось немного менее конфликтным чем «антиеврейский», а Марр и его сторонники опасались мести оппонентов. Несмотря на возражения многих антиеврейских активистов, слово быстро вошло в обиход. Одним из первых учёных, легко подхвативших этот термин, был Генрих фон Трейчке — в своей работе «Слово о наших евреях» в ноябре 1879 года. Он также использовал слово semitentum, чтобы противопоставить «глубоко творческих немцев» «непостоянным и бесплодным» евреям.
После смерти Марра терминологические споры продолжились. Например, некоторых антиеврейских активистов не устраивало образование термина от имени библейского персонажа. В статьях Теодора Фрича использовалось выражение «враги евреев», автор нацистской расовой теории Ганс Гюнтер предлагал заменить термин «антисемитизм» термином «антиеврейство». Тем не менее, термин прижился и получил широкое распространение, несмотря на свою противоречивость.
Первое упоминание термина на французском языке замечено 28 ноября 1879 года в газете Le Globe, корреспондент которой сообщил о создании Марром «Антисемитской лиги». В 1883 году во Франции появился еженедельник L’Antisémitique. В течение 10 лет термин вошёл практически во все европейские языки, в том числе в английский (1882), итальянский (1883), венгерский (1884), голландский (1893) и русский (1894).
Широкое использование нового термина объясняется тем, что, делая отсылку к языку предков евреев и используя псевдонаучный эвфемизм для выделения объекта ненависти, сторонники нового термина стремились отличить евреев от других европейцев, внедрить мнение об отличии самой природы и мышления евреев и доказать, что это противостояние не просто предрассудок, а политическая необходимость.

## Дискуссии по применимости
Термин обозначает именно вражду к евреям, несмотря на попытки, исходя из этимологии, распространить термин на арабов, ввиду того, что они также говорят на языке семитской группы. При этом термина «семитизм» в современном языке не существует.
Существует ряд определений антисемитизма, наиболее известным является т. н. «рабочее определение» Международного альянса в память о Холокосте (IHRA):

Антисемитизм — это определённое восприятие евреев, которое может выражаться в ненависти к евреям. Риторические и физические проявления антисемитизма направлены против евреев или неевреев и/или их имущества, против институтов еврейской общины и религиозных объектов.

В связи с тем как определяется антисемитизм, существуют дискуссии по применимости термина к различным явлениям.
Среди учёных идёт дискуссия о возможности применения термина к древней истории, в частности, к конфликтам между евреями и язычниками в античности. Такое применение расценивается некоторыми современными историками как анахронизм. Религиовед Питер Виллем ван дер Хорст предпочитает говорить о «евреененавистничестве» (англ. Jew-hatred), также встречается «иудеофобия» (Judaeophobia). Историк Евгений Мороз писал, что «попытки придать термину „антисемитизм“ максимально широкое значение приводят к тому, то указанный феномен обнаруживается в глубокой древности и приобретает некое вневременное значение, становясь тем самым главным содержанием еврейской истории». Тем не менее, многие антиковеды использовали термин «антисемитизм», например Соломон Лурье, Луис Фельдман, Менахем Штерн и другие.
После создания Израиля как еврейского национального государства в 1948 году, антисемитизм часто маскируется под антисионизм. С другой стороны, критику Израиля систематически называют антисемитской. Дискуссии о разграничении антисемитизма и антисионизма продолжаются и в XXI веке.
В отличие от других европейских языков (немецкого, французского, испанского и т. д.), в английском этот термин имеет два варианта написания — с дефисом (англ. anti-semitism) и без (англ. antisemitism). «Международный альянс в память о Холокосте» в меморандуме, опубликованном в апреле 2015 года, предложил нормативно закрепить написание без дефиса, поскольку наличие дефиса допускает существование «семитизма» как формы псевдонаучной расовой классификации. Словоформа с дефисом также позволяет соотносить антисемитизм с враждебностью к носителям семитской группы языков, хотя антисемитизм с самого начала был направлен исключительно против евреев.

## Связанные термины

### Антииудаизм
Для обозначения ненависти к евреям как носителям иудаизма иногда используется термин антииудаизм (религиозный антисемитизм). Чаще всего речь идет об отношении к евреям со стороны христиан, реже — мусульман. Однако историк Александр Грушевой полагает, что критику и непонимание еврейских обычаев со стороны римской, греческой и грекоязычной античной элиты также следует называть антииудаизмом. Историк Михаил Дмитриев писал, что антииудаизм — это «религиозно-конфессиональная фобия, переплетенная с этническими предрассудками, но в то же время отличная от них». Медиевист Гэвин Лэнгмюр считал, что следует различать антииудаизм как предубеждения, основанные на неких объективных различиях между христианами и иудеями и антисемитизм как иррациональные обвинения в отравлении колодцев, колдовстве, использовании крови в ритуальных целях и т. п. химеры, получившие распространение в средневековой Европе с XIII века.
Начиная с 1945 года, в большинстве научных работ об антисемитизме и в работах, посвящённых ответственности христианских церквей за уничтожение евреев во время Второй мировой войны, нацистский антисемитизм (враждебность к евреям как расовой группе) противопоставляется христианскому антиудаизму (христианской враждебности к еврейской религии), как новое старому, современное традиционному, политическое религиозному.

### Юдофобия
Иногда в качестве синонима антисемитизма используется термин юдофобия. Автором термина является врач из Одессы Леон Пинскер, который впервые употребил его в памфлете «Автоэмансипация», написанном под впечатлением массовых погромов в России 1881 года. Он считал предубеждение к евреям наследственным психическим заболеванием. Современные учёные придерживаются разных взглядов на применимость этого термина, отрицая полную синонимичность с термином «антисемитизм». Так, Соломон Крапивенский называет юдофобией страх перед евреями, Геннадий Костырченко соотносит юдофобию с бытовым антисемитизмом, а в учебных материалах Открытого университета Израиля так обозначается исторически традиционная неприязнь к евреям, существовавшая до появления расового антисемитизма.